# 鄧甘嫩-南蒂龍區
鄧甘嫩-南蒂龍區 （英語：Dungannon and South Tyrone Borough；阿爾斯特蘇格蘭語：Rathgannon Sooth Owenslann Burgh Cooncil），英國北愛爾蘭南部的一個區。面積784 km²，2006年人口52,300人。區行政中心為鄧甘嫩。
原名鄧甘嫩區，1999年11月25日改名。